# Takoma Park
Takoma Park es un pueblo ubicado en el condado de Montgomery, al nordeste de Washington D. C. en Estados Unidos. Según la tradición, el nombre proviene de una palabra nativa que significa "alto cerca del cielo."  En 2000, el pueblo tenía una población de 17.299 habitantes.

## Historia
Takoma Park fue fundada por Benjamin Franklin Gilbert en 1883 y se incorporó como municipalidad en 1890. Por muchos años la línea divisoria entre los condados de Montgomery y Prince George pasaba por la ciudad, pero en 1997, por referendo popular la línea divisoria de los condado se modificó para que Parque Takoma quedara incluido totalmente en el condado de Montgomery.

## Geografía
Takoma Park se encuentra ubicado en las coordenadas 38°58′48″N 77°0′8″O / 38.98000, -77.00222.

## Demografía
Takoma Park es una ciudad étnicamente diversa, con una gran proporción de población inmigrante.
Según el censo de 2000, la ciudad cuenta con  17.299 habitantes, 6.893 hogares y 3.949 familias que residentes.  La densidad de población es de 3.150,6 hab/km² (8.152,4 hab/mi²).  Hay 7.187 unidades habitacionales con una densidad promedio de 1.308,9 u.a./km² (3.387,0 u.a./mi²).  La composición racial de la población de la ciudad es 48,79% Blanca, 33,97% Afroamericana, 0,44% Nativa americana, 4,36% Asiática, 0,03% De las islas del Pacífico, 7,44% de Otros orígenes y 4,97% de dos o más razas.  El 14,42% de la población es de origen Hispano o Latino cualquiera sea su raza de origen.
De los 6.893 hogares, en el 30,8% de ellos viven menores de edad, 38,5% están formados por  parejas casadas que viven juntas, 14,2% son llevados por una mujer sin esposo presente y 42,7% no son familias.or non-traditional families. El 32,2% de todos los hogares están formados por una sola persona y 7,9% de ellos incluyen a una persona de más de 65 años.  El promedio de habitantes por hogar es de 2,44 y el tamaño promedio de las familias es de 3,13 personas.
El 23,6% de la población de la ciudad tiene menos de 18 años, el 8,8% tiene entre 18 y 24 años, el 35,9% tiene entre 25 y 44 años, el 23,0% tiene entre 45 y 64 años  y el 8,8% tiene más de 65 años de edad. La mediana de la edad es de 36 años.  Por cada 100 mujeres hay 89,1 hombres y por cada 100 mujeres de más de 18 años hay 85,9 hombres.
Según la Oficina del Censo en 2000 los ingresos medios por hogar en la localidad eran de $48.490 y los ingresos medios por familia eran $63.434. Los hombres tenían unos ingresos medios de $40.668 frente a los $35.073 para las mujeres. La renta per cápita para la localidad era de $26.437. Alrededor del 10,3% de la población estaba por debajo del umbral de pobreza.